# 260 f.Kr.

## Händelser

### Efter plats

#### Sicilien
- Den romerska framryckningen fortsätter västerut från Agrigentum, varvid de romerska styrkorna hjälper de belägrade städerna Segesta och Macella. Dessa städer har ställt sig på romarnas sida och har därför anfallits av karthagerna.
- Hannibal Gisko återvänder för att kämpa på Sicilien som befälhavande amiral över den karthagiska flottan i Messinasundet. Då romarna skall sjösätta sin första flotta någonsin ämnar karthagerna förhindra detta. Gisko besegrar delar av den romerska flottan och tillfångatar konsuln Gnaeus Cornelius Scipio Asina i ett slag nära Lipari; konsulns smeknamn Asina (som betyder åsnesto) myntas vid detta slag. Karthagernas möjlighet att taktiskt utnyttja sin seger är dock begränsad, eftersom största delen av den romerska flottan fortsätter att röra sig i de omgivande farvattnen.
- Då Hannibal Gisko är övertygad om Karthagos överlägsenhet till sjöss formerar han sin flotta inför slaget vid Mylae på det traditionella viset, på en lång linje. Även om romarna, ledda av konsuln Gaius Duilius Nepos, är oerfarna till sjöss besegrar de på ett avgörande vis den karthagiska flottan, huvudsakligen på grund av det innovativa användandet av landtaktik till sjöss (vilket inbegriper änterhakar och corvusbordningsbryggor).
- Efter att ha förlorat sina kollegors förtroende blir Hannibal Gisko avrättad för inkompetens strax därefter, tillsammans med andra besegrade puniska (karthagiska) generaler.
- På norra Sicilien avancerar romarna mot Thermae, sedan deras norra havsflygel har säkrats genom sjösegern i slaget vid Mylae. Där blir de dock besegrade av karthagerna under Hamilkar.

#### Egypten
- Den lärde poeten och grammatikern Kallimachos från Kyrene blir huvudbibliotekarie vid Biblioteket i Alexandria.

#### Kina
- I slaget vid Changping utplånar staten Qins armé staten Zhaos armé, vilket etablerar Qins överlägsenhet över alla andra kinesiska stater under De stridande staternas period. Slaget, där Zhaostyrkorna leds av Lian Po och Zhao Kuo, medan Qin leds av Wang He och Bai Qi, utkämpas nära nuvarande Gaoping i Shanxi och hundratusentals soldater från Zhao blir avrättade efter det.

## Födda
- Zheng, kung av Qin och sedermera den förste kejsaren av hela Kina (född detta eller nästa år; död 210 f.Kr.)

## Avlidna
- Hannibal Gisko, karthagisk militärbefälhavare med ansvar för både armé och flotta (född omkring 300 f.Kr.)